# Djão
Djão vagy João Marques de Jesus Lopes (Tete, 1958. augusztus 16. – 2023. január 7.) mozambiki származású portugál válogatott labdarúgó, csatár.

## Pályafutása

### Klubcsapatban
1977-ben a mozambiki Textáfrica labdarúgója volt. 1977 és 1979 között a portugál másodosztályban szereplő Chaves játékosa volt. 1979 és 1987 között a Belenenses, 1987 és 1990 között a Penafiel csapatában szerepelt az élvonalban. 1990–91-ben a harmadosztályú Marco, 1991 és 1994 között a negyedosztályú Rebordosa együttesében játszott.

### A válogatottban
1981. szeptember 23-án egy alkalommal szerepelt a portugál válogatottban. A Lengyelország elleni lisszaboni barátságos mérkőzésen a 75. percben állt be csereként. A mérkőzést a portugál válogatott nyerte 2–0-ra.

## Statisztika

### Mérkőzése a portugál válogatottban
| Portugália | Portugália           | Portugália                       | Portugália | Portugália | Portugália    | Portugália | Portugália | Portugália |
| #          | Dátum                | Helyszín                         | Hazai      | Eredmény   | Vendég        | Kiírás     | Gólok      | Esemény    |
| ---------- | -------------------- | -------------------------------- | ---------- | ---------- | ------------- | ---------- | ---------- | ---------- |
| 1.         | 1981. szeptember 23. | Lisszabon, Estádio José Alvalade | Portugália | 2 – 0      | Lengyelország | barátságos | -          | 75'        |
|            | Összesen             |                                  |            | 1          | mérkőzés      |            | 0          | gól        |